# Vernayaz
Vernayaz ([vɛʁˈnɛ(ə)]; toponimo francese) è un comune svizzero di 1 881 abitanti del Canton Vallese, nel distretto di Saint-Maurice.

## Storia
Il comune di Vernayaz è stato istituito nel 1912 per scorporo da quello di Salvan.

## Monumenti e luoghi d'interesse
- Chiesa parrocchiale cattolica di Nostra Signora, eretta nel 1893[1].

## Società

### Evoluzione demografica
L'evoluzione demografica è riportata nella seguente tabella:
Abitanti censiti

## Infrastrutture e trasporti

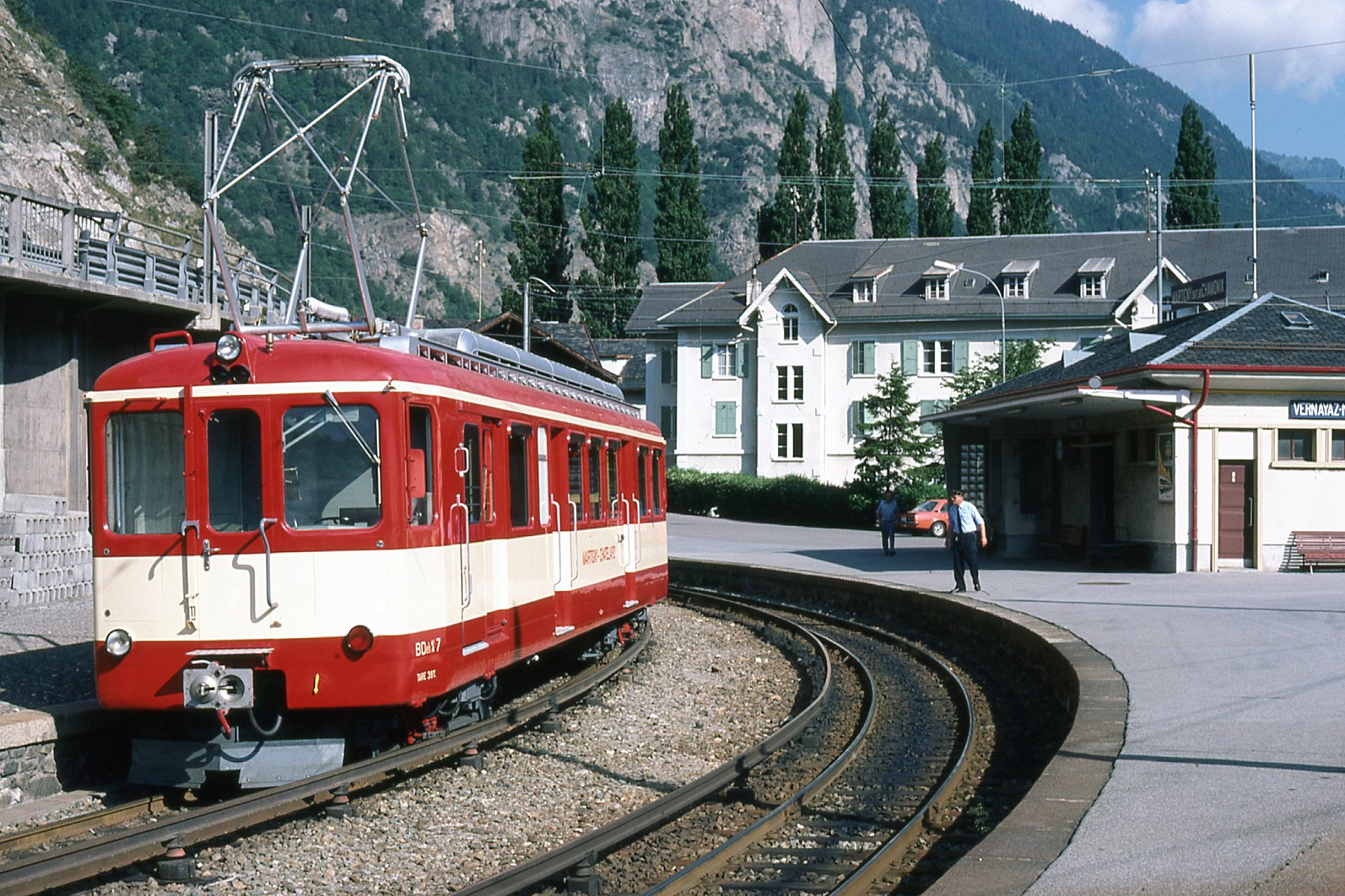
La stazione di Vernayaz

Vernayaz è servito dall'omonima stazione, sulle ferrovie Losanna-Briga e Martigny-Le Chatelard-Saint Gervais. Nel territorio comunale sorge il ponte stradale di Gueuroz.

## Amministrazione
Ogni famiglia originaria del luogo fa parte del cosiddetto comune patriziale e ha la responsabilità della manutenzione di ogni bene ricadente all'interno dei confini del comune.